# Dendromus kivu
Dendromus kivu је врста глодара (Rodentia) из породице Nesomyidae.

## Распрострањење
Ареал врсте је ограничен на мањи број држава. 
Врста је присутна у Бурундију, ДР Конгу, Руанди и Уганди.

## Станиште
Станишта врсте су шуме, бамбусове шуме, мочварна подручја и травна вегетација од 1.300 до 4.000 метара надморске висине.

## Угроженост
Ова врста је наведена као последња брига, јер има широко распрострањење и честа је врста.